# Paraxena
Paraxena är ett släkte av fjärilar. Paraxena ingår i familjen tofsspinnare.
Kladogram enligt Catalogue of Life:
| Paraxena | \| \| Paraxena angola \| \| \| \| \| \| Paraxena esquamata \| \| \| \| |
|          | \| \| Paraxena angola \| \| \| \| \| \| Paraxena esquamata \| \| \| \| |
|          | Paraxena angola                                                        |
|          |                                                                        |
|          | Paraxena esquamata                                                     |
|          |                                                                        |